# Pradosia verticillata
Espèce
Classification phylogénétique
Statut de conservation UICN

 LC  : Préoccupation mineure
Pradosia verticillata est une espèce de plantes à fleurs de la famille des Sapotaceae originaire d'Amazonie.

## Description
C'est un arbre.

## Répartition
L'espèce se rencontre dans les forêts primaires et mixtes de l'État d'Amazonas au Brésil (entre Manaus et Itacoatiara) et en Guyane.